# Jammal Brown
Jammal Filbert Brown (Waxahachie, Texas, 30 de março de 1981) é um ex jogador profissional de futebol americano estadunidense que jogava na NFL. Ele foi campeão da temporada de 2009 da National Football League jogando pelo New Orleans Saints.